# Husmorsfilm
Husmorsfilm var en form av infomercials, reklamfilm blandade med underhållning, som visades på vardagseftermiddagarna på biograferna i Sverige från 1950-talets början till mitten av 1970-talet.

## Historik
Filmerna är förmodligen unika för de nordiska länderna. Filmerna visades utan någon inträdesavgift under dagtid på biograferna på ett par hundra tätorter i landet. Till en början var reklamfilmen i sig tillräcklig men den utökades snart med underhållning och kompletterades med varuprov. De tidiga filmerna hade en mästrande ton för att få husmödrarna att handla på ett för företagen effektivt sätt, det vill säga i snabbköp och planerad storhandling. Senare blev filmerna glättigare och gick mot livsstilsprogram som koncentrerade sig på enskilda produkter.
En av de första husmorsfilmerna anses vara Fru Plotter och Fru Planér från 1951. Filmen ingick i en föreställning tillsammans med sex andra kortfilmer, modevisning från NK och uppträdanden med Margareta Kjellberg. Föreställningen genomfördes vid 500 tillfällen och besöktes av 200 000 kvinnor. Filmen producerades av Ica-kuriren med hjälp av bland andra Elsa Lindström och Bengt Davidson, som året efter startade filmbolaget Husmors Filmer AB. Bolaget  producerade sedan ungefär två husmorsfilmer per år mellan åren 1952 och 1976.
I husmorsfilmerna framträdde flera av dåtidens aktuella underhållare och skådespelare, till exempel Karl Gerhard, Evert Taube, Martin Ljung, Lill-Babs, Bert-Åke Varg, Inga Gill, Isa Quensel och Carl-Gustaf Lindstedt. I den sista av Husmors filmer AB:s filmer från våren 1976 medverkade bland andra Lasse Åberg, Birgitta Andersson och Pekka Langer.
Varje film var uppbyggd av ett antal kortare avsnitt som i huvudsak behandlade fyra områden:
* Hemmets olika delar som matkultur, inredning, byggande och bohag.
* Aktiviteter i hemmet som tekniker för städning och matlagning, eller familjesamvaron och fritidssysslor.
* Familjemedlemmarnas kläder, hälsa och utseende men också deras inbördes relationer, eller familjens gäster och umgängesregler
* Som ett överordnat tema fanns en ideologi om att meningen med ett hem är att skapa och upprätthålla ”de tre t:na”: trevnad, trygghet och tillväxt.
I Norge producerades de flesta husmorsfilmerna av Informasjonsfilm A/S, som också inspirerades av och samarbetade med Husmors Film AB. Filmerna initierades av tvåltillverkaren Lilleborg fabrikker och matfettsproducenten Margarincentralen. Den sista filmen i Norge gjordes 1972 och Informasjonsfilm övergick till att spela in informationsfilmer om den norska oljeindustrin.

## Lista över filmer
| År   | Titel                      | Beskrivning |
| ---- | -------------------------- | --- |
| 1952 | Husmors filmer 1952        | En samling av husmors filmer från 1952, bland annat klipp från Novisen vid spisen med Folke Olhagen och Tore Wretman. |
| 1953 | Husmors filmer 1953        | Vardag med trevnad består av följande avsnitt: AB Wilh Beckers "Systemfärg", Bäddfilmen, Ett praktiskt kök, Film om kappor, Film om kvinnohattar, Kaffefilmen, Rörstrands Porslin, Skofilmen, Tvättmaskinen Evalett . |
| 1956 | Husmors filmer 1956        | S.F:s Husmorsjournal nummer 6. Reklamfilm för Kungstandborsten, Volvo duett, Universalkniven och Lilleman, Cirkelkaffe och Melitta, Liljeholmens ljus och Servalack. Sedan följer två avsnitt med reklam för Konsum och Surf. |
| 1958 | Husmors filmer hösten 1958 | Reklam för Findus barnmat och Casco kökspolish. Sommar i Hackebackskogen. Folke Olhagen och Tore Wretman äter smörgås med smör och ost, lagar bondomelett, brasgädda och ostsufflé. Martin Ljung och Yngve Gamlin förevisar "färgspontanism". Tips från tidningen Ica-kuriren. |
| 1959 | Husmors filmer våren 1959  | Effektiv rengöring. Hemmamålning. I Kajsas Wargs fotspår. Nytt och nyttigt för hem och hushåll. Vårens modefärger i damskor och kläder. Matbiten med Tore Wretman och Folke Olhagen. Vårens nya barn - och tonårsmode |
| 1960 | Husmors filmer hösten 1960 | Från gården till bordet. Nytt och nyttigt för hem och hushåll. Mellanavsnitt med hemslöjd. Moderna tvättmetoder. Tore Wretman och Folke Olhagen lagar mat. |
| 1961 | Husmors filmer våren 1961  | En film om målning av möbler och tapeter, träslöjd, tvätt och rengöring, keramiktillverkning, kaffekokning m.m. |
| 1961 | Husmors filmer hösten 1961 | Bitarna blir bättre. Bra hemhjälp. Nytt och nyttigt för hem och hushåll. Linoleum. Oss djurvänner emellan.Tips om kex. Vackrare, renare - lättare |
| 1962 | Husmors filmer våren 1962  | Husmors filmer 10 år. Värd är Olle Björklund. Reklam för Snabbradar mot skadedjur, Sacketter, Atlas kylskåp, produkter från Ekströms, Dylon färgmedel för textilier. Folke Olhagen och Tore Wretman lagar mat. En helt ny golvpolish från Johnson. Olle Björklund letar i Husmors filmers arkiv och hittar ett inslag med Karl Gerhard och Fatima. Den goda sömnen - reklam för DUX sängar. Att tvätta modernt - reklam för tvättmedlet Super Radion. Ulla i provköket - reklam för ICA-kuriren med recepttips. Dorco & Bäcksin färger. |
| 1962 | Husmors filmer hösten 1962 | Golv i närbild. Linoleum. Mellanavsnitt om ovanliga husmorshobbies. Pigg frisk mor - glad sund familj. Textil genom nålsögat. Tips för gladare vardag. Vad kostar hygien?. Varujournalen. |
| 1963 | Husmors filmer våren 1963  | Hemmets nyttigaste lyx: Limmits? Nytt och nyttigt för hem och hushåll: Casco luftrensare, Fripannan och Ekströms konserverade efterrätter. Luxus kaffe. Klädernas vård: Philips strykjärn och Husqvarna symaskin. Kring en tidning: Hemmets Journal. Japanska blomsterarrangemang. Ät er mätt - ät er lätt? |
| 1963 | Husmors filmer hösten 1963 | Barn är barn. Citrusfrukter. Linolium - Golvbeläggning i Sveriges Radio-huset. Ett modernt golv för moderna människor. Svensk textil. SM-folie. Pama-ris. Trivsel med textil - reklam från Gamlestaden. Nya toner i salongen - reklam för hårtoningspreparatet Igorel. Vänner i köket. |
| 1964 | Husmors filmer våren 1964  | Reklam för diverse varor samt mellanavsnitt om fritid och semester. |
| 1965 | Husmors filmer våren 1965  | Reklam för Sunkist och Gunilla Marmelad, S-garanterade charkuterivaror, damunderkläder, Lokette Hempermanent, Husqvarna Tvättmaskin, Terylene, Padawax, Dual och Comfort, Hansaplast, Electrolux, Pågens Bröd, Milda Margarin. Mellan reklamvisningen några turistreportage. |
| 1966 | Husmors filmer våren 1966  | Vårens nya skor presenteras tillsammans med nya svenska kläder. Skovård med skoputsmedlet Padawax. Vårstädning med Ajax rengöringsmedel. Glamoren textilschampo. Kronjäst. Tore Wretman i Operakällarens provkök. Lagar sallader och rätter baserade på grönsaker. Dags att koppla av - film med reklam för tidningen Hemmets journal. Härligt fräsch - Helena & Hector hygienprodukter från Konsum, Domus, Kvickly och PUB. Reklam för Tind tandkräm från Helena & Hector. Fisk i folie med Tore Wretman. Så vitt i maskin - reklam för tvättmedlet Radion 70 och Comfort sköljmedel. Det rör sig om Terylene - reklam för kläder med polyesterfibrer. Junex och Petri terylenekläder. Tore Wretman lagar stekt fläsk med löksås. Reklam för tidningen Hon & Han. Reklam för resebyrån Nyman & Schultz, Vingresor, Philips transistor Nicolette. |
| 1967 | Husmors filmer våren 1967  | Journal om tandborstar, Hemmets Journal, golvrengöringsmedel, gardiner, hudcreme, "Detaljtestat", "Renare-vitare", Idealmjöl Albyl, "Köksförnyelse". Mellan filmerna visas avsnitt med mode, heminredning och barnkläder, folie, ugnsrengöringsmedel, dammsugare, alldukar. |
| 1967 | Husmors filmer hösten 1967 | Värd - Carl-Gustaf Lindstedt. Att leva ljust - filminslag om ljus och belysning i hem inspelad för Elleverantörer, Ljuskultur och Fera. Golvrengöringen Bravo från Johnson. Toro norsk fisksoppa. Gardisette gardiner. Behåll de vackra åren - reklam för Endocil hudkräm. En gång om dagen - film om vikten av vitaminer - reklam för Polyvitagen. Bra diskhjälp - reklam för Visp diskmedel. Dav tvål. Corall tvättmedel. Det går så lätt - reklam för Bostik stärka lätt - spray att använda vid strykning av textilier. Påtår tack - Filtrina kaffefilter och kaffe från Colombia. Reklam för tidningarna Allt i hemmet och Hon & Han. Köksmästare Werner Vögeli från Operkällaren lagar ostfondue och äppelflan. Reklam för varuhuset Tempo. Kinesisk matlagning. William Clausen lagar mexikansk mat. |
| 1968 | Husmors filmer våren 1968  | Vårspegeln 1968. information om diverse varor och tjänster som tillhandahålles av olika firmor och institutioner. Colombia Coffee. Compli. Findus djupfrysta apelsinjuice. Finn Finland. HSB. Jubileumskalaset. pHiseHex. En gång om dagen. Min älskade kastrull. Svenska Arbetsgivareföreningen. Vårbilder |
| 1968 | Husmors filmer hösten 1968 | Reklam för ett 15-tal olika varor och verksamheter hösten 1968. |
| 1969 | Husmors filmer våren 1969  | Reklam för Goman falukorv. Vips diskmedel. Comfort sköljmedel. Du Pont sprayfärg. Nivella MiniCrepe strumpbyxa och strumpor. Colombiakaffe. Semper mat för en. Philipsprodukter. Bliw flytande tvål. Family Fresh hygienprodukter. Stomatol. Idékök. Citrusfrukter. Tips om näring och motion - kostcirkeln. |
| 1969 | Husmors filmer hösten 1969 | Med Beppe Wolgers som värd. Birgitta Sandstedt besöker konstnären Lars Norrman och gör reklam för Colombiakaffe. Comfort sköljmedel. Asea Skandia köksmaskiner. Postbankens presentkort. Philips elvisp. Vem lyssnar på mig? - reklam för Domus och Konsum. Ajax rengöringsprodukter. Kostcirkeln med reklam för vitaminen Polyvitafer. Nytto hushållspapper. Pååls kakor. Philips dammugare. Johnson Sprint mattschampo. Ytonghus. Blomtips - blomsterdekorationer. |
| 1970 | Husmors filmer våren 1970  | Jubileumskvalkad med Birgitta Andersson. Novisen vid spisen med Folke Olhagen och Tore Wretman. Evert Taube. Reklam för T-sprit. Kökstips. Textiltips. Kosttips. Eve margarin från Konsum eller Domus. Colombiakaffe. Yngve Gamlin och Martin Ljung målar. Kåseri om dans. Inslag om Italien. Sketch om män med Birgitta Andersson. Findus koncentrerade apelsinjuice. Reklam för tidningen Hon& Han. Comfort sköljmedel. Ekströms frasvåfflor. Huskvarna våffeljärn. Ekströms jordgubbskräm. |
| 1970 | Husmors filmer hösten 1970 | Värd är Birgitta Andersson. Reklam för Casco Golvvårdsmedel, Colombia Kaffe, Futurum, ICA-butiken och Jockey. Inlsag med Grönsakstips, Cajsa Wargs kokbok - Man tager vad man haver - med Jan-Öjvind Swahn från förlaget Bra Böcker och Lasse Holmqvist, Kvinnans roll och Hon & Han. |
| 1971 | Husmors filmer våren 1971  | Reklam för bland annat golvvårdsmedel, kaffe, frukt och T-sprit med mellansnack av Sven-Bertil Taube. |
| 1971 | Husmors filmer hösten 1971 | Värd är Tore Skogman. Gammal reklamfilm för Häxan putsmedel blir ny reklamfilm för Häxan. Reklam för Colombiakaffe. Comfort sköljmedel. Brödinformation. Reklam med Birgitta Sandstedt - Toalettsitsar. Chifonette putsduk. Kokkärlen Blå Husar. Djupfrysta räkor och västkustsallad. Frödinge ostkaka. Frödinge färdigvisp. Kläder från EPA. Tidningen Hon & Han. Barnafödsel med smärtlindring - Gun Hägglund. Hemmets Journal. Tore Skogman sjunger - bland annat i sin blågula kostym. Reportage från provkök - Att laga kött. Goman kött från Konsum och Domus. Novak badrumsmatta. Heinz vita bönor. Nya rejält hushållspapper. Klorin. Reklam för smör - Mat från havet. Sketch med Siv Eriks och Eva Rydberg - reklam för mjölk. |
| 1972 | Husmors filmer våren 1972  | Reklam för bland annat frukt, kaffe, resor, veckotidningar och bredbara ostar. |
| 1972 | Husmors filmer hösten 1972 | Presentatör är Catrin Westerlund. Reklam för Bio Luvil tvättmedel. Reklam för Colombiakaffe. Frionor frysta fiskprodukter. Tillagningstips kastanjer, kronärtskocka, avokado och paprika. Ost i maten från Ostmästaren. Sketcher med Roffe Bengtsson och Catrin Westerlund. Reklam för varuhuset Tempo. Mazola matfett. Animerad film av Staffan Lindén. Till tusen ting -hushållspapper från Leni. Tidningen Hon & Han. Mejeriföreningen gör reklam för ost. Karl-Anton sjunger. Reklam för Skantic färg-TV, Weetabix, Ghans handkräm, Fenom snabbrent och Doggy Tuggmål. |
| 1973 | Husmors filmer våren 1973  | Presentatör - Lasse Berghagen. Reklam för Pååls Hönökaka. Jordan tandborstar. Flytande Nivea milk. Trident tuggummi. Caputan mjällprodukter. Mjölk. Vårens frisyrmode. Avon kosmetiska produkter. Reklam för tidningen Hon & Han. Hundfodret Doggy. Börje Ahlstedt och Staffan Hallerstam gör reklam för "internationell" mat. Mattips. Vim skurpulver. Sång med Lasse Berghagen. Kostcirkeln. Duralex glas och koppar. Billigt och bra hushållspapper från Leni. Casco impregneringsspray. Electrolux dammsugare. Varuhuset Tempo. Karl-Gustaf Lindstedt med flera gör reklam för Colombiakaffe. Lasse Lönndahl gör reklam för Hänt i veckan och Atlasresor. Frank Hollingworth gör reklam för mat på burk. |
| 1973 | Husmors filmer hösten 1973 | Höstprogrammet 1973 med Lasse Berghagen som värd. |
| 1974 | Husmors filmer våren 1974  | Husmors filmer firar 20-årsjubileum. Olle Björklund visar kavalkad med inslag från tidigare Husmors filmer från videokassett. Reklam för ugns-, frys- och plastfolie. Barntips. Surfstugan - Timmerstuga byggs i Dalarna - tävling med tvättmedlet Surf. Frank Hollingworth och Gun Hägglund gör reklam för Druvans såser. Tre kök matprodukter. Pulverjäst. Scan-produkter. Premiär brygg- och kokkaffe - Gobit glass. Kerstin Dellert gör reklam för hårfärg. Test för urinvägsinfektion med BM Test Nitrit. Reklam för tidningen Hon & Han. Reklam för Åhlén & Holm och Tempo. Åhlén & Holm 75 år. Nivea tvål - Rexona deodorant - Nivea milk - Salubrin - Wella hårprodukter. Eiser strumpbyxor. Scan slakteriprodukter. |
| 1975 | Husmors filmer våren 1975  | Värdinna - Lill-Babs Svensson. Börja dagen bättre - morgongymnastik, frukosttips, kostcirkeln. Frank Hollingworth och Gun Hägglund med flera - Vasa knäckebröd. Apelsinjuice, Godmorgonvälling och marmelad från Findus. Nescafé. Blåbands blodplättar. Fjällbrynt messmör. Mjukost. Bregott. Kronolja. Reimersholms dressing. Reklam för tidningen Hon & Han. Udda & Jämt - kläder från Lapidus. Pecka Langers frågelåda - Andy rengöringsmedel. Snabbmat från Felix. Blomin växtnäring. Felix tomatketchup. Forte ugn - ugnsrengöring. Forte WC-ren. Magnus Härenstam gör reklam för Poule au pot buljongtärningar och pulver. Reklam för Allduk med Rolv Wesenlund. Reklam för Idé-huset 1975 från tidningen Vi i villa. Lill-Babs sjunger Motionera mera i gymnastiksal. Oil of Ulay hudkräm. Roffe Bengtsson gör reklam för badrum, diskbänkar och andra produkter från Gustavsberg. Reklam för varor från Comfortbutiker - bland annat Huskvarna. Eva Rydberg gör reklam för Kron Kvick-kyckling. Besök i Huskvarna tvättlaboratorium - tvättmaskiner, Via tvättmedel, Comfort sköljmedel. Lill-Babs sjunger låt om frukt. Staffan Hallerstam med flera gör reklam för Kron Kvick-kyckling, Bosco stekpåse, produkter från Scan och torsk från Frionor. |

### Fotnoter
1. 1 2 3 4 5  ”Ett nybonat folkhem”. Kapten Stofil (4). 2001-07-23. ISSN 1404-2975. http://www.tidskrift.nu/artikel.php?Id=263. Läst 21 januari 2011.
2. 1 2 3  Edward Blom. ”Betraktelse över två husmorsfilmer”. Ica. http://www.ica-historien.se/Varorna/Marknadsforing/Betraktelse-over-tva-husmorsfilmer/. Läst 21 januari 2011.
3. ↑  "Fru Plotter och Fru Planér" Arkiverad 13 juni 2015 hämtat från the Wayback Machine. på handelnshistoria.se
4. ↑  Bengt Davidsson på Svensk Filmdatabas
5. ↑  Tytti Soila (2013). ”Husmors filmer”. Filmarkivet. https://www.filmarkivet.se/theme/husmors-filmer/. Läst 7 februari 2021.
6. ↑  Anne Marit Myrstad (2004). Ulla Carlsson. red. ”You, Me and the Housework - Discussion of the ‘Housewife film’s Compère” (på engelska). Nordicom Review 1-2/2004. Special Issue: The 16th Nordic Conference on Media and Communication Research (Nordicom). ISSN 1403-1108. Arkiverad från originalet den 25 september 2017. https://web.archive.org/web/20170925111221/http://www.nordicom.gu.se/sites/default/files/kapitel-pdf/157_215-226.pdf. Läst 21 januari 2011.